# 大井の方
大井の方（おおいのかた、明応6年11月17日（1497年12月10日） - 天文21年5月7日（1552年5月30日））は、戦国時代の女性。甲斐国守護である武田信虎の正室。武田信玄（晴信）らの母。大井夫人とも言われ、実名は不詳。剃髪後は武田氏の居館である躑躅ヶ崎館北の御隠居曲輪に移ったことから、御北様と呼ばれる（『甲斐国志』による）。瑞雲院殿。

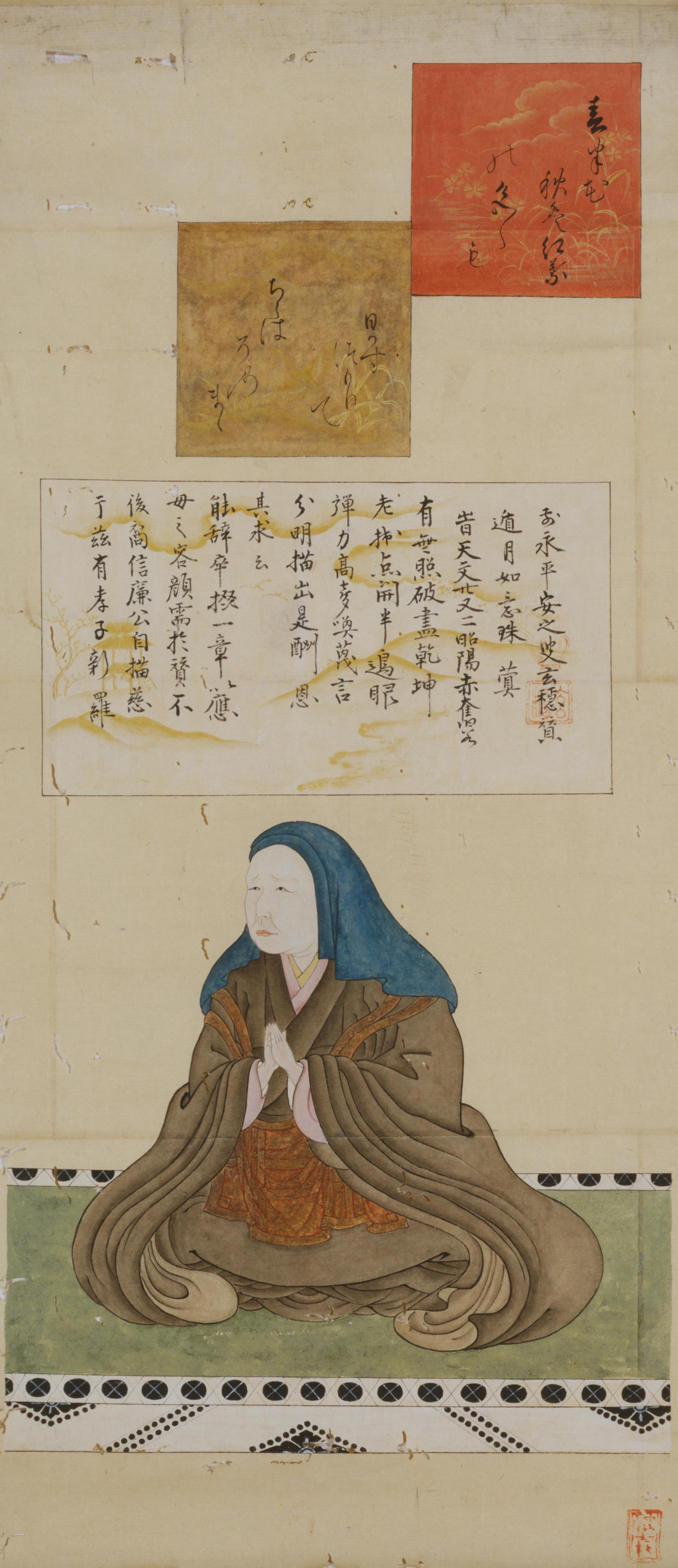
瑞雲院像
武田信廉自描、安之玄隠賛、長野県長輝寺蔵

## 略歴
甲斐西郡の国衆で、武田氏一門でもある大井信達の娘として生まれる。甲斐守護武田氏と国衆との抗争が続いていた室町・戦国期において、西郡国衆の大井氏は駿河国の今川氏と結び信直（信虎）との抗争を続けていたが、永正14年（1517年）に信達は信虎と和睦した。このとき娘は信虎の正室として嫁いだため、大井夫人の輿入れは人質的性格の強い政略結婚であったと考えられている。大井氏からは嫡男信業らが武田一門として家臣団に加わり、三弟と六弟は武藤姓を名乗った。
信虎との間には永正16年（1519年）に生まれた長女（定恵院）をはじめ、嫡男晴信（信玄）、信繁、信廉（逍遙軒信綱）が産まれた。晴信の弟で信繁の兄・戌千代の実母ともされる。
岐秀元伯を大井氏の菩提寺である長禅寺（古長禅寺）に招き、晴信に『四書五経』『孫子』『呉子』等を学ばせたという。また時期は不詳だが、塩山向嶽庵や大善寺への寄進を行っている。
天文10年（1541年）6月14日に信虎が晴信によって駿河に追放されるが、大井夫人は信虎に随行することなく甲斐に留まっている。国主となった晴信は信濃侵攻を開始するが、天文17年（1548年）2月14日には上田原の戦いにおいて大敗。敗戦後にも在陣を続けた晴信は大井夫人の説得を聞き入れて帰還したという。
天文21年（1552年）5月7日に死去、享年56。法名は瑞雲院殿心月珠泉大姉。墓所は巨摩郡大井郷（南アルプス市、旧中巨摩郡甲西町鮎沢）の長禅寺であるが、後に同寺は信玄により甲府へ移されている（→長禅寺 (甲府市)）。
信廉は武将画家として知られ、父である信虎の肖像（甲府大泉寺所蔵）を書き残しているが、甲府長禅寺所蔵の大井夫人肖像（「絹本着色武田信虎夫人」、重要文化財）も没後一周忌に信廉によって描かれた供養像で、画中には大井夫人の和歌と信虎開祖の大泉寺住職の賛文が寄せられている。

## 登場する作品
- 武田信玄（1988年、NHK大河ドラマ、演 : 若尾文子）
- 武田信玄（1991年、TBS、演：岩下志麻）
- 風林火山（2007年、NHK大河ドラマ、演 : 風吹ジュン）